# 羅馬尼亞秘密警察
秘密警察（羅馬尼亞語：Securitate，直译：「治安」，發音：[sekuriˈtate]）指羅馬尼亞社會主義共和國政府的國家安全局（羅馬尼亞語：Departamentul Securităţii Statului），是羅馬尼亞共產黨的秘密警察機關。除1951年至1955年独立为國家安全部，其他时间隶属于罗马尼亚内政部，1989年羅馬尼亞革命後解散。

## 历史
此前，羅馬尼亞秘密警察叫Siguranţa Statului。成立於1948年8月30日，羅馬尼亞秘密警察得到不少來自蘇聯內務人民委員部的幫助。繼齊奧塞斯庫在1989年被推翻時，國家安全局營運直到1991年，及後羅馬尼亞國會批准了一項法案，改組國家安全局分為不同部門。以羅馬尼亞的人口按比例計算，羅馬尼亞秘密警察在東方集團中為最大的秘密警察力量之一。秘密警察在1948年第一個預算裡規定了4641個職位，其中3,549個於1949年2月被填補：當中64 ％是工人，4％是農民，28％是文職人員，2％來源不明，以及2％的知識分子。到了1951年，秘密警察的工作人數增加了四倍，而在1956年1月，該部門就有25468名員工。

## 领导人
- 图多尔·波斯泰尔尼库（1978年—1987年）
- 尤利安·弗拉德（1987年—1989年）

## 資料來源
本條目含有部份來自美國國會圖書館的國家研究資料。這些資料由美國聯邦政府於公共領域出版。
1. ↑  Craig S. Smith, "Eastern Europe Struggles to Purge Security Services" （页面存档备份，存于）, The New York Times, December 12, 2006
2. ↑  Cristian Troncota, "Securitatea: Începuturile" 的存檔，存档日期2007-12-12., Magazin Istoric, 1998

## 外部連結
- Romania - Ministry of Interior and Security Forces （页面存档备份，存于）
- （罗马尼亚文） Gabriel Catalan, Mircea Stănescu, Scurtă istorie a Securității ("Short history of the Securitate"), Sfera Politicii, Nr. 109 (2004), pp. 38–53.